# Ayamaru
Ayamaru, papuansko pleme naseljeno na sjeverozapadu Nove Gvineje na poluotoku Vogelkop (Bird's Head), osobito u jezerskom distriktu Ayamaru, Indonezija. Jezično pripadaju zapadnopapuanskoj porodici i govore jezikom mai brat. Populacija im iznosi oko 28,000. Godine 1967. Ayamaru su bili izvrgnuti masakru poznatim pod kodnim imenom Operasi Tumpas, (operacija uništenje), kada je život izgubilo preko 1,500 domorodaca u selima Ayamaru, Teminabuan i Inanuatan.